# Prether Bach
Der Prether Bach ist ein etwa 10,2 km langer, südlicher und orographisch rechter Nebenfluss des Platißbachs im Gebiet der Gemeinde Hellenthal.

## Geographie

### Verlauf

#### Schwalenbach
Der Prether Bach entspringt als Schwalenbach im Naturpark Hohes Venn-Eifel in der Nordeifel, naturräumlich auf der Hollerather Hochfläche. Die Quelle liegt etwa 1000 m südwestlich der Ortschaft Schnorrenberg, 1,6 km südöstlich der Ortschaft Schwalenbach und 5 km östlich der belgischen Grenze auf etwa 641,5 m ü. NHN Höhe.
Der Schwalenbach fließt Richtung Nordwesten bis nahe der Ortschaft Miescheid. Nach etwa 3 km nimmt er von links den Wurfbach, nach weiteren etwa 1000 m Fließstrecke ebenfalls von links den Missebach auf. 

#### Prether Bach
Von dort an heißt das Fließgewässer Prether Bach. Fortan fließt der Prether Bach, der inklusive seines Quellarms Schwalenbach fast ausschließlich im Naturschutzgebiet Prether Bachtal und Nebenbäche verläuft, in nördliche Richtungen. Er nimmt von beiden Seiten weitere Zuflüsse auf, durchfließt Oberpreth und Unterpreth und passiert zahlreiche weitere Ortsteile von Hellenthal.
Dann mündet der Prether Bach bei Platiß auf etwa 422 m Höhe in den dort von Westen kommenden Olef-Zufluss Platißbach.

### Einzugsgebiet und Zuflüsse
Das Einzugsgebiet des Prether Bachs ist 24,893 km² groß und entwässert über Platißbach, Olef, Urft, Rur, Maas und Hollands Diep in die Nordsee.
| Stat. in km | Name                 | GKZ         | Lage   | Länge in km | EZG in km² | MQ in l/s | Bemerkungen                                           |
| ----------- | -------------------- | ----------- | ------ | ----------- | ---------- | --------- | ----------------------------------------------------- |
| 009,10      | Heidesiefen          | 2822842-11? | rechts | 000,6000    |            |           | mündet in den Schwalenbach                            |
| 008,60      | Alte Bach            | 2822842-12  | links0 | 001,1150    | 0000,8400  | 0018,460  |                                                       |
| 008,50      | Gartensiefen         | 2822842-13? | rechts | 000,3000    |            |           |                                                       |
| 007,40      | Hagsiefen            | 2822842-13? | rechts | 000,7000    |            |           |                                                       |
| 007,30      | Wurfbach             | 2822842-14  | links0 | 001,9780    | 0001,9250  | 0044,410  | bis dort Schwalenbach}                                |
| 006,60      | Missebach            | 2822842-20  | links0 | 003,4900    | 0003,3480  | 0077,340  | Länge mit Oberlauf Borkessiefen, ab dort Prether Bach |
| 006,40      | Spillpertssiefen     | 2822842-32  | links0 | 001,5900    | 0001,2270  | 0025,580  |                                                       |
| 005,70      | Kirmesbach           | 2822842-40  | links0 | 002,0140    | 0001,5150  | 0030,850  |                                                       |
| 005,20      | Kambach              | 2822842-52  | rechts | 001,6920    | 0001,9450  | 0039,160  |                                                       |
| 004,60      | Dürrer Siefen        | 2822842-53? | links0 | 000,8000    |            |           | auch Dürre Sief                                       |
| 004,30      | Ramsbach             | 2822842-6   | links0 | 003,1210    | 0002,5970  | 0052,240  |                                                       |
| 003,90      | Kühlsiefen           | 2822842-7?  | links0 | 000,8000    |            |           |                                                       |
| 003,70      | Lückensiefen         | 2822842-7?  | rechts | 000,5000    |            |           |                                                       |
| 003,30      | Kombach              | 2822842-8   | rechts | 002,2570    | 0001,730   | 0030,780  |                                                       |
| 002,80      | Kordsiefen           | 2822842-920 | rechts | 000,9550    | 0000,6520  | 0009,930  |                                                       |
| 002,10      | Helmersiefen         | 2822842-94  | rechts | 000,8290    | 0000,6140  | 0009,270  |                                                       |
| 001,60      | Lorenzsiefen         | 2822842-96  | links0 | 001,1500    | 0000,950   | 0017,050  |                                                       |
| 001,10      | Eicherscheidersiefen | 2822842-98  | links0 | 001,1820    | 0000,5450  | 0008,830  |                                                       |
| 000,00      | Prether Bach         | 2822842     |        | 010,2000    | 0024,8930  | 0522,320  | mündet in den Platißbach                              |

Anmerkungen zur Tabelle
1. ↑  Gewässerkennzahl, in Deutschland die amtliche Fließgewässerkennziffer mit zur besseren Lesbarkeit eingefügtem Trenner hinter dem Präfix, das einheitlich für den allen gemeinsamen Vorfluter Prether Bach steht.
2. 1 2 3 4 5 6  Eigenmessung der Länge
3. ↑  Die Daten des Prether Bachs zum Vergleich

## Freizeit und Erholung

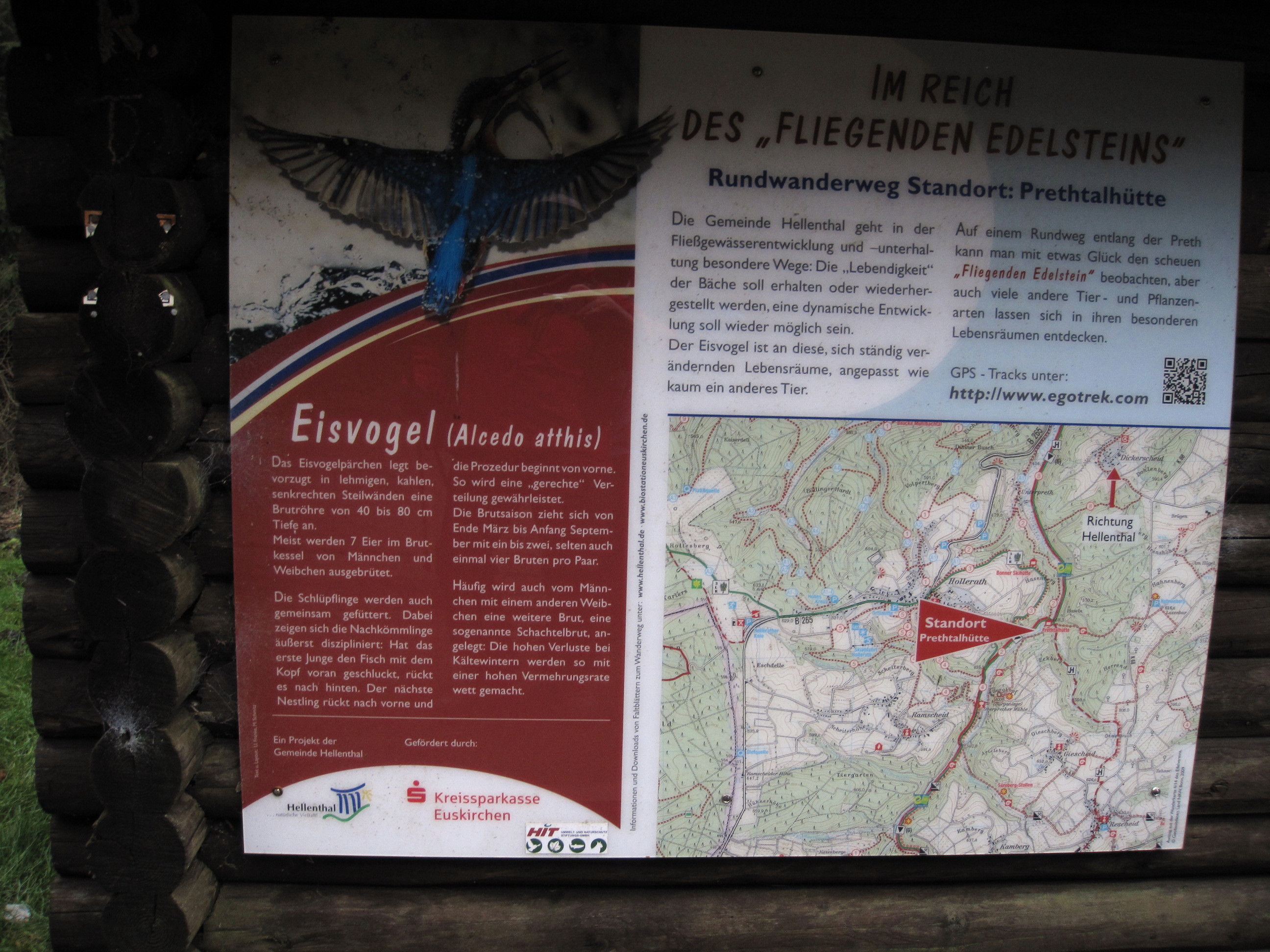
Infotafel zum Eisvogel

Durch das Tal des Prether Bachs verläuft der Eisvogelwanderweg. Der Weg führt vorbei an Oberprether Mühle und Udenbrether Mühle.